# Patricia Vizitiu
Patricia Maria Vizitiu (Petroșani, 15 de octubre de 1988) es una balonmanista rumana del ASC Corona 2010 Brașov (balonmano femenino) y de la selección nacional rumana.

## Premios internacionales
- Liga de Campeones EHF:
  - Medallista de plata: 2010
  - Medallista de bronce: 2009, 2012
- Copa EHF:
  - Medallista de oro : 2018
- Copa Desafío EHF:
  - Medallista de oro: 2007
- Recopa de Europa de balonmano femenino:
  - Medallista de plata: 2008